# Johann Strauss III
Johann Strauss (Vienna, 16 febbraio 1866 – Berlino, 9 gennaio 1939) è stato un compositore e direttore d'orchestra austriaco figlio del compositore Eduard Strauss.

## Opere
- Sylvanien-Walzer op.1
- Leonie-Walzer op.2
- Comme il faut op.3
- Rococo-Gavotte op.4
- Empire, Polka-Mazur op.5
- Schlau-schlau Polka schnell op.6
- Dragoner-Marsch op.7
- Katze und Maus Quadrille op.8
- Musette op.9

Da op.10 a op.23 è sconosciuta.
- Gruss aus Wien Walzer op.24

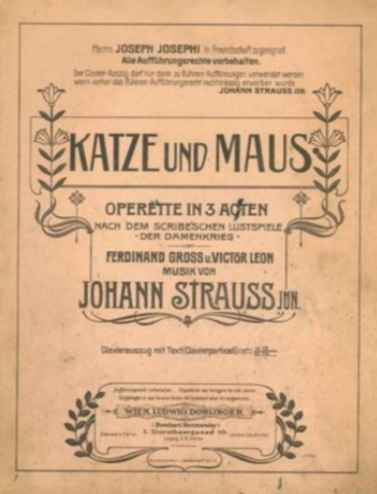
Operetta Katze und Maus.

- Dem Muthigen gehört die Welt Walzer op.25
- Budapester-Polka op.26
- Frisch durch's Leben Galop op.27
- Rosige Laune Mazurka op.28
- Mit vereinten Kräften Marsch op.29
- Unter den Linden - Walzer op.30
- Die Schlittschuhläuferin Walzer op.31
- Wiener Weisen Walzer op.32
- Mariana-Valse op.33
- Im-Galopp op.34
- Ludmilla-Mazurka op.35
- In der Blütezeit Walzer op.36
- Mit freudigen Herzen Polka op.37
- Dichterliebe-Walzer op.38
- Wilhelminen-Walzer op.39
- Krönungs-Walzer op.40